# 海中要塞 鳴門
海中要塞 鳴門は、荒巻義雄の架空戦記『紺碧の艦隊』に登場する架空の潜水艦である。
戦国時代の『本城』に対する『出城』としての役割を担うために計画・建造された補給支援母船とも言える。
敵航空支援の及ばない海中に隠れ潜み、通商破壊や諜報活動を行うための特殊潜水艦ではあるが、対米戦略が変更されたため、
紺碧会が当初立案していたような『後方攪乱戦』はついぞ起こる事はなく、『陰軍』としての日本帝国海軍特潜隊の中でも華々
しい活躍をする事もなく、支援艦としての任務を全うしたようだ。

## 特徴
戦時秘匿名称を『乙型浮き桟橋』と称し、楔形の形状をした特殊支援潜 。
12隻が合体した形態を『海中要塞 鳴門』と呼ぶ。小型潜水艦『無艦橋型特呂号潜』専用の移動補給基地であり、艦尾部が格納庫となっている。小型早期警戒機も搭載可能である。甲板と艦底に設けられた接合椀で互いを連結し、艦側面複数の水密扉や水密交通筒などにより連結時はあたかも一つの巨大艦のように行き来ができ、連結時でも移動・潜航が可能であるが合体時のトリム調整はかなり難しいらしい。
当初はアメリカ合衆国の動向を探るために北緯8度・西経120度の太平洋上 に配備されたが後の日米和睦後はフォークランド諸島沖に移動した。
ホノルルから潜輸によって弾薬や食料（主に圧縮固形化された『ミンチ糧秣』）が頻繁に補給され、北米大陸に向かい扇形に特呂号潜が哨戒任務に就き、紺碧艦隊3艦が後方を固め、対米講和がなるまで諜報任務に当たった。

## 諸元
- 全長：99m（単艦）・205m（12艦接舷時）
- 全幅：54.4m
- 艦体最大幅：18m（甲板最大幅）・14m（甲板幅除く）
- 推進方式:スクリュー2基[3]
- 武装（自衛兵装）：対空噴進砲・対魚雷爆雷・対潜短魚雷・対空機銃・対空/海上警戒レーダー・小型早期警戒機

※哨戒機発進用飛行甲板、魚雷攻撃防御用海中ネットも装備
通常型潜水艦接舷用セクションが12隻の内4隻にあり、各艦とも全長60メートル余りにもなる水密扉付き乾ドック（整備・補給用）を艦尾に備えている。
本格手術可能な医務室、潜水艦乗員専用の休養施設も備え、定点哨戒中は、接合状態の中心（各艦前方）から安定錘を海底に下ろして停泊している。

## 第三次世界大戦
アイデアとしては良かったが、あまり大きな役に立ったという訳ではないこの艦に代わり、新たに海中移動要塞ができた。これは海底の平面に整地された場所に停泊し、紺碧艦隊や新日本武尊の補給をした。新要塞へは、逆転の発想に基づき建造された『木造潜輸』が主に補給品輸送の任務に就いていた。

## OVAでの鳴門
基本構成は変わらないが12隻の内4隻（1号艦、4号艦、7号艦、10号艦）が航空機格納庫を有し、格納庫上に対空銃座4基を備えていた（艦載機は二式水上戦闘機）。また劇中では独砲撃潜水艦『UX-99』を下から浮上して持ち上げ、拿捕するという奇策 をやってのけている。